# 立花美哉
立花美哉（1974年12月12日—）是一名日本女子花样游泳运动员。她曾参加了2000年悉尼奥林匹克运动会，并在比赛中获得女子花样游泳比赛双人金牌和团体银牌。在2004年雅典奥林匹克运动会，她获得女子花样游泳比赛双人金牌和团体银牌。